# Franco Gallo
Pour les articles homonymes, voir Gallo (homonymie).
Franco Gallo (Rome, 23 avril 1937) est un juriste italien, président de la Cour constitutionnelle de la République italienne de janvier à septembre 2013.

## Biographie
Juriste diplômé de l'Université LUISS, puis de l'Université Roma Tor Vergata, Franco Gallo assuma la charge de ministre des Finances dans le gouvernement technique de l'ancien gouverneur Banque d'Italie, Carlo Azeglio Ciampi, nommé président du Conseil par le président de la République, Oscar Luigi Scalfaro
Nommé juge à la Cour constitutionnelle par le président Carlo Azeglio Ciampi, en 2004, il est nommé, le 6 décembre 2011, vice-président de la Cour.
Le 29 janvier 2013, Franco Gallo est élu président de la Cour constitutionnelle de la République italienne, à quelques mois de l'échéance de son mandat à la Consulta, le siège de la Cour. Quelques semaines plus tard, il est cité comme un possible prétendant à la présidence du Conseil, Pier Luigi Bersani n'étant pas parvenu à former un gouvernement, issu des élections des 24 et 25 février.